# Gola (Croacia)
Gola es un municipio de Croacia en el condado de Koprivnica-Križevci.

## Geografía
Se encuentra a una altitud de 124 m s. n. m. a 128 km de la capital nacional, Zagreb.

## Demografía
En el censo 2011, el total de población del municipio fue de 2431 habitantes, distribuidos en las siguientes localidades:
- Gola - 865
- Gotalovo - 344
- Novačka - 381
- Otočka - 236
- Ždala - 583

| Gráfica de población de Gola 1857-2011                              |
|                                                                     |
| Según los censos de población de la oficina estadística de Croacia. |